# 陳昭袞
陈昭衮（?—?），小名王九，云州（今山西省大同市）人，辽朝将领。

## 生平
陈昭衮骁勇善射。统和年间，补祗候郎君历任奚拽剌详稳、敦睦宫太保，兼掌围场事。开泰五年（1016年）秋，辽圣宗射猎，射虎，马跑的太快，矢不及发。虎怒来逼，陈昭衮下马，抓住虎的两耳骑上了他。老虎害怕，想要逃跑。辽圣宗命卫士追射，陈昭衮大呼让他们停止。老虎怎样施展威风，也没把陈昭衮摔下来，便驮着陈昭衮向山里奔去。陈昭衮牢牢地骑在虎背上也不敢下来。真是“身骑虎背，不得不由”。最后，老虎被折腾得精疲力尽，陈昭衮拔佩刀杀了他。辽圣宗特加陈昭衮节钺，任命他为围场都太师，赐姓耶律。命张俭、吕德懋写赋赞美他。官至归义军节度使，同知上京留守，卒于西南面招讨都监任上。

## 延伸阅读
[在维基数据编辑]
 《遼史/卷81》，出自脱脱《遼史》